# گیتی معینی
گیتی معینی (زادهٔ ۲۹ دی ۱۳۲۳) بازیگر اهل ایران است. وی به خاطر بازی در فیلم کوتاه «همه چیز در معرض فروش » به نویسندگی و کارگردانی حمیدرضا سنگیان از جشنواره فیلم انگلستان جایزه بهترین بازیگر نقش اول زن را دریافت کرد.

## زندگی‌نامه
گیتی معینی در ۲۹ دی ۱۳۲۳ در کرمانشاه متولد شد. به دلیل اینکه یکی از بستگان ایشان در رادیو کار می‌کرد به این حرفه علاقمند شد و به استودیوی ۸ رادیو رفت و زیر نظر استادانی چون اکبر مشکینی، عباس مصدق، شاهر نادری، خانوم دیهیم کار رادیو را یادگرفت. او در سال ۱۳۴۸ وقتی که ۲۳ ساله بود به استخدام نیروهای مسلح ارتش شاهنشاهی درآمد اما طولی نکشید که از ارتش جدا شد. او با شروع انقلاب اسلامی در سال ۵۷ و ۵۸ کم‌کم به عنوان نویسنده وارد کارهای تصویری هم شد. اولین فعالیت سینمایی خود رابه عنوان بازیگر از سال ۱۳۷۳ با فیلم حسرت آغاز کرد. از معروف‌ترین آنها می‌توان به سریال «خانه به دوش» اشاره کرد.

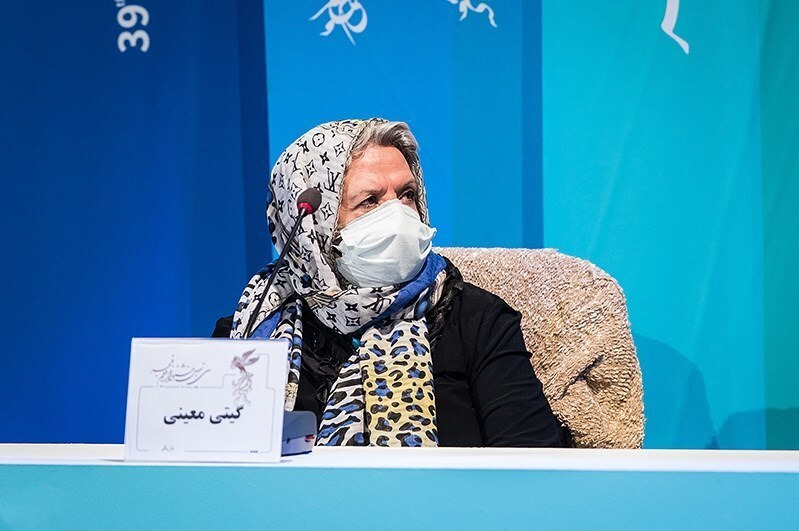
نشست خبری فیلم ابلق (فیلم) - سی و نهمین جشنواره فیلم فجر ۱۴ بهمن ۱۳۹۹

وی فعالیت سینمایی خود را به عنوان بازیگر از دهه ۱۳۶۰ با سریال آینه عبرت (فصل برگ ریزان) آغاز کرد.
او تاکنون در سریال‌های متعددی که عموماً قالب طنز دارند به ایفای نقش پرداخته‌است.

## فیلم‌شناسی

### سینمایی
- مفت‌بر (۱۴۰۲)
- قیف (۱۴۰۱)
- ابلق (۱۳۹۹)
- چند میگیری گریه کنی ۲ (۱۳۹۸)
- قسم (۱۳۹۷)
- آپاچی (۱۳۹۷)
- اشیاء از آنچه در آینه می‌بینید به شما نزدیکترند (۱۳۹۱)
- گشت ارشاد (۱۳۹۰)
- پوست موز (۱۳۸۷)
- توفیق اجباری (۱۳۸۶)
- چند می‌گیری گریه کنی (۱۳۸۴)
- کوچولوی خوش‌شانس (۱۳۸۳)
- من بن لادن نیستم (۱۳۸۳)
- مربای شیرین (۱۳۸۰)
- یکی بود یکی نبود (۱۳۷۹)
- کودک و سرباز (۱۳۷۸)
- دو زن (۱۳۷۷)
- حسرت (۱۳۷۳)

### فیلم کوتاه
- همه چیز در معرض فروش(۱۴۰۰)

### مجموعه تلویزیونی
| سال       | نام                              | سمت          | کارگردان                        | توضیحات                                                                      |
| --------- | -------------------------------- | ------------ | ------------------------------- | ---------------------------------------------------------------------------- |
| ۱۴۰۲      | بدل                              | بازیگر       | علیرضا مسعودی                   | شبکه ۳                                                                       |
| ١۴٠١      | جناب عالی                        | بازیگر       | عادل تبریزی                     | پخش در تلوبیون                                                               |
| ۱۴۰۰      | پلاک ۱۳                          | بازیگر       | آرش معیریان                     | شبکه سه                                                                      |
| ١۴٠٠      | حورا                             | بازیگر       | رضا کمالی                       | شبکه ٣                                                                       |
| ۱۳۹۹      | با خانمان                        | بازیگر       | برزو نیک نژاد                   | شبکه ۳                                                                       |
| ۱۳۹۹      | کامیون                           | بازیگر       | مسعود اطیابی                    | در نوروز ۱۳۹۹ از شبکه ۲ پخش شد                                               |
| ۱۳۹۸      | محله گل و بلبل ۳                 | بازیگر       | شبکه ۲                          |                                                                              |
| ۱۳۹۷      | سر دلبران                        | بازیگر       | محمدحسین لطیفی                  | در رمضان ۱۳۹۷ از شبکه ۱ پخش شد                                               |
| ۱۳۹۶      | سفر در خانه                      | بازیگر       | بهمن گودرزی                     | شبکه نسیم                                                                    |
| ۱۳۹۵      | برادر                            | بازیگر       | جواد افشار                      | شبکه ۲ حضور در یک قسمت                                                       |
| ۱۳۹۴      | آقا و خانم سنگی                  | بازیگر       | شاهد احمدلو                     | شبکه ۳                                                                       |
| ۱۳۹۴      | تله‌فیلم «واتاب»                  | بازیگر       | مرجان شبانکاره - دانیال علیزاده |                                                                              |
| ۱۳۹۳      | آخرین ماشین دنیا                 | بازیگر       | اسماعیل راد                     |                                                                              |
| ۱۳۹۳      | رفیق                             | بازیگر       | سیدمحمدرضا ممتاز                | به سفارش صدا و سیمای مرکز اصفهان                                             |
| ۱۳۹۲      | اولین انتخاب                     | بازیگر       | مهدی صباغ‌زاده                   | این سریال در آغاز «دروازه بهشت» نام داشت.                                    |
| ۱۳۹۱–۱۳۹۲ | دودکش                            | بازیگر       | محمدحسین لطیفی                  | در رمضان ۱۳۹۲ از شبکه ۱ پخش شد.                                              |
| ۱۳۹۱      | تله‌فیلم «در آرامش»               | بازیگر       | مصطفی الماسی                    |                                                                              |
| ۱۳۹۰      | تله‌فیلم «سپید مثل ستاره»         | بازیگر       | جواد روستایی                    | صدا و سیمای مرکز قم                                                          |
| ۱۳۹۰      | تله‌فیلم «دعوت»                   | بازیگر       | سیدمجتبی اسدی‌پور                | صدا و سیمای مرکز قم                                                          |
| ۱۳۹۰      | تله‌فیلم «همسر مزاحم»             | بازیگر       | محمد بصیری                      |                                                                              |
| ۱۳۹۰      | سایه‌روشن                         | بازیگر       | یوسف طاهریان                    | شبکه ۱                                                                       |
| ۱۳۸۹–۱۳۹۰ | سه دونگ، سه دونگ                 | بازیگر       | شاهد احمدلو                     | در رمضان ۱۳۹۰ از شبکه تهران پخش شد.                                          |
| ۱۳۹۰      | خانه اجاره‌ای (سری اول)           | بازیگر مهمان | رامین ناصرنصیر                  |                                                                              |
| ۱۳۸۹–۱۳۹۰ | تله‌فیلم «شرط ازدواج»             | بازیگر       | محسن منشی‌زاده                   |                                                                              |
| ۱۳۸۹      | خوش‌نشین‌ها                        | بازیگر       | سعید آقاخانی                    | شبکه ۳                                                                       |
| ۱۳۸۹      | تله‌فیلم «گوزن»                   | بازیگر       | محمدرضا رئیسی                   |                                                                              |
| ۱۳۸۸–۱۳۸۹ | چاردیواری                        | بازیگر       | سیروس مقدم                      | در نوروز ۱۳۸۹ از شبکه ۱ پخش شد.                                              |
| ۱۳۸۸–۱۳۸۹ | تله‌فیلم «چقدر وقت داری؟»         | بازیگر       | منوچهر صفرخانی                  |                                                                              |
| ۱۳۸۸      | تله‌فیلم «ما خونه نیستیم»         | بازیگر       | شاهد احمدلو                     | پخش در نوروز ۱۳۸۹                                                            |
| ۱۳۸۸      | تله‌فیلم «بی‌بی خاتون»             | بازیگر       | شهره لرستانی                    | شبکه ۱                                                                       |
| ۱۳۸۸      | تله‌فیلم «لیموترش»                | بازیگر       | سید جواد رضویان                 | شبکه ۱                                                                       |
| ۱۳۸۸      | تله‌فیلم «گردان آبنبات چوبی»      | بازیگر       | امیر فیضی                       | در نوروز ۱۳۸۹ از شبکه ۲ پخش شد.                                              |
| ۱۳۸۸      | عید امسال                        | بازیگر       | سعید آقاخانی                    | در نوروز ۱۳۸۸ از شبکه تهران پخش شد.                                          |
| ۱۳۸۷      | مسافر زمان ۲                     | بازیگر       | مسعود نوابی                     |                                                                              |
| ۱۳۸۶      | تله‌فیلم «اولین روزی که بزرگ شدم» | بازیگر       | امیر فیضی                       | شبکه ۲                                                                       |
| ۱۳۸۵      | تا صبح                           | بازیگر       | مجید جوانمرد محمدعلی باشه‌آهنگر  | شبکه تهران                                                                   |
| ۱۳۸۵      | جابربن‌حیان                       | بازیگر       | جواد افشار                      |                                                                              |
| ۱۳۸۴      | برای آخرین بار                   | بازیگر       | اکبر منصورفلاح                  | شبکه تهران                                                                   |
| ۱۳۸۳      | خانه به دوش                      | بازیگر       | رضا عطاران                      | شبکه ۳                                                                       |
| ۱۳۸۲–۱۳۸۳ | نقطه چین                         | بازیگر       | مهران مدیری                     | شبکه ۳                                                                       |
| ۱۳۷۹–۱۳۸۰ | چراغ جادو                        | بازیگر       | همایون اسعدیان                  | شبکه ۱                                                                       |
| ۱۳۷۹–۱۳۸۰ | پلیس جوان                        | بازیگر       | سیروس مقدم                      | شبکه ۳                                                                       |
| ۱۳۷۹      | وکیل محله                        | بازیگر       | اسماعیل میهن‌دوست                | شبکه ۱                                                                       |
| ۱۳۷۹      | پانزده مسافر                     | بازیگر       | مهدی طاهری                      | در برنامه «سیمای خانواده» شبکه ۱ پخش می‌شد.                                   |
| ۱۳۷۹      | یلدای قدر                        | بازیگر       | محمدرضا فریس‌آبادی               | شبکه ۲                                                                       |
| ۱۳۷۸      | امشب چی؟                         | بازیگر       | بهراد خرازی                     | اواخر دهه هفتاد هر شب از تلویزیون پخش می‌شد.                                  |
| ۱۳۷۸      | گنج                              | بازیگر       | فریدون حسن‌پور                   | شبکه ۲                                                                       |
| ۱۳۷۸      | تله‌فیلم «عطر قربان»              | بازیگر       | ایرج سنجری                      |                                                                              |
| ۱۳۷۷–۱۳۷۸ | هتل                              | بازیگر       | مرضیه برومند                    | بازی در اپیزود «خواستگاری» / شبکه تهران                                      |
| ۱۳۷۷–۱۳۷۸ | عید آن سال‌ها                     | بازیگر       | سعید ابراهیمی‌فر                 | شبکه ۲                                                                       |
| ۱۳۷۷      | روزی عقابی                       | بازیگر       | سیدمحمدرضا مفیدی                | شبکه ۳                                                                       |
| ۱۳۷۷      | راز یک خزان                      | بازیگر       | فرامرز باصری                    | در برنامه «سیمای خانواده» شبکه ۱ پخش می‌شد.                                   |
| ۱۳۷۷      | رنگ خاکستری                      | بازیگر       | علی بیابانی                     | در برنامه «سیمای خانواده» شبکه ۱ پخش می‌شد.                                   |
| ۱۳۷۷      | قصه زندگی                        | بازیگر       | سیروس کاشانی‌نژاد                | بازی در اپیزود «کدبانو» / شبکه ۱                                             |
| ۱۳۷۷      | ماه آتش                          | بازیگر       | اسماعیل میهن‌دوست                | در دهه فجر ۱۳۷۷ از شبکه ۱ پخش شد.                                            |
| ۱۳۷۷–۱۳۷۶ | پسران عاقل                       | بازیگر       | فریدون حسن‌پور                   | برنامه کودک و نوجوان شبکه ۲                                                  |
| ۱۳۷۶      | جادوی مهتاب                      | بازیگر       | بهمن زرین‌پور                    |                                                                              |
| ۱۳۷۶–۱۳۷۵ | تهران ۱۱- ۵۹۵ ج ۴۸               | بازیگر مهمان | مرضیه برومند                    | بازی در اپیزود «دردسر» / شبکه تهران                                          |
| ۱۳۷۵      | خانه به خانه                     | بازیگر       | کیانوش عیاری                    | شبکه ۱                                                                       |
| ۱۳۷۵      | ماجراهای خانه شماره ۱۳           | بازیگر       | اسماعیل میهن‌دوست                | شبکه ۱                                                                       |
| ۱۳۷۵      | مدرسه مادربزرگ‌ها                 | بازیگر       | غلامرضا رمضانی                  | شبکه تهران                                                                   |
| ۱۳۷۵–۱۳۷۴ | دزدان مادربزرگ                   | بازیگر       | مهدی صباغ‌زاده                   | شبکه ۱                                                                       |
| ۱۳۷۴–۱۳۷۵ | حقیقت در آینه                    | بازیگر       | اسماعیل میهن‌دوست                | از برنامه «سیمای خانواده» پخش می‌شد.                                          |
| ۱۳۷۴      | رؤیای نرگس                       | بازیگر       | مسعود رشیدی                     | اواسط دهه هفتاد در برنامهٔ «سیمای خانواده» پخش می‌شد.                          |
| ۱۳۷۴      | رنگ سبز نارون                    | بازیگر       | علی بیابانی                     | اواسط دهه هفتاد در برنامهٔ «سیمای خانواده» پخش می‌شد.                          |
| ۱۳۷۴      | داستان یک زندگی                  | بازیگر       | کامبیز دری                      | در برنامه «سیمای خانواده» شبکه ۱ پخش می‌شد.                                   |
| ۱۳۷۴      | مهر سکوت                         | بازیگر       | شهریار بدیعی                    | شبکه ۱                                                                       |
| ۱۳۷۴      | فراری                            | بازیگر       | ناصر محمدی                      | هر روز ظهر در برنامه «سیمای خانواده» پخش می‌شد.                               |
| ۱۳۷۴      | در تاریکی شب                     | بازیگر       | علی آقابابایی                   |                                                                              |
| ۱۳۷۳      | آفتاب و عزیزخانم                 | بازیگر       | رضا میرکریمی                    | در برنامه کودک و نوجوان شبکه ۲ پخش می‌شد.                                     |
| ۱۳۷۳      | خانه در آتش                      | بازیگر       | علی نقی‌لو                       | شبکه ۱                                                                       |
| ۱۳۷۱      | خانهٔ من کجاست؟                   | بازیگر       | محمد حسن‌زاده                    | شبکه ۱                                                                       |
| ۱۳۷۱      | خاله سارا                        | بازیگر       | فرامرز باصری                    | شبکه ۱                                                                       |
| ۱۳۷۲      | از پا نیفتاده                    | بازیگر       | فرامرز باصری                    | سریال اجتماعی سیمای مدرسه                                                    |
| ۱۳۷۱      | یک سؤال و چند جواب               | بازیگر       | حسین فردرو                      | بخش‌های نمایشی گوناگون با مضمون مسائل آموزشی خانواده‌ها که از شبکه ۲ پخش می‌شد. |
| ۱۳۷۰      | شما بگوئید چه کنم؟               | بازیگر       | حسین فردرو                      | بخش‌های نمایشی گوناگون با مضمون مسائل آموزشی خانواده‌ها که از شبکه ۲ پخش می‌شد. |
| ۱۳۷۰      | برگ‌ریزان                         | بازیگر       | محسن شاه‌محمدی                   | شبکه ۱                                                                       |

### شبکه خانگی
| سال  | نام        | سمت    | کارگردان                       |
| ---- | ---------- | ------ | ------------------------------ |
| ۱۳۹۰ | سیلی شیرین | بازیگر | عمار باستانی‌فرد محمد باقرآبادی |
| ۱۳۸۹ | بیچاره‌ها   | بازیگر | علی بهادری                     |

## جوایز و افتخارات
- نامزد بهترین نقش مکمل زن در جشنواره فجر ۳۹ برای بازی در فیلم ابلق[۸]